# Endholz
Endholz ist eine Katastralgemeinde der Stadtgemeinde St. Valentin im Bezirk Amstetten in Niederösterreich.

## Geografie
Die Streusiedlung befindet sich südwestlich von St. Valentin und besteht aus den Lagen Aichberg, Gaibling, Happmannsberg, Larnhaus, Pichler, Pickl, Raad, Safrat, Steinlacken, Stocket, Stritzl, Ströbitz und mehreren unbenannten Lagen. Der Engelberger Bach, ein rechter Zufluss zur Donau, entspringt hier.

## Siedlungsentwicklung
Zum Jahreswechsel 1979/1980 befanden sich in Endholz 68 Bauflächen auf insgesamt 59.513 m² und 77 Gärten auf 430.116 m², 1989/1990 waren es 67 Bauflächen. 1999/2000 war die Zahl der Bauflächen auf 69 angewachsen und 2009/2010 waren es 94 Gebäude auf 133 Bauflächen.

## Geschichte
Laut Adressbuch von Österreich waren im Jahr 1938 in Endholz ein Fellhändler, ein Müller, ein Schmied, ein Schneider, ein Schuster, ein Wagner und einige Landwirte ansässig.

## Landwirtschaft
Die Katastralgemeinde ist landwirtschaftlich geprägt. 667 Hektar wurden zum Jahreswechsel 1979/1980 landwirtschaftlich genutzt und 106 Hektar waren forstwirtschaftlich geführte Waldflächen. 1999/2000 wurde auf 702 Hektar Landwirtschaft betrieben und 108 Hektar waren als forstwirtschaftlich genutzte Flächen ausgewiesen. Ende 2018 waren 650 Hektar als landwirtschaftliche Flächen genutzt und Forstwirtschaft wurde auf 148 Hektar betrieben. Die durchschnittliche Bodenklimazahl von Endholz beträgt 42,2 (Stand 2010).